# サン・ピエトロ・アポストロ
サン・ピエトロ・アポストロ（イタリア語: San Pietro Apostolo）は、イタリア共和国カラブリア州カタンザーロ県にある基礎自治体（コムーネ）。

## 地理

### 位置・広がり

#### 隣接コムーネ
隣接するコムーネは以下の通り。
- デコッラトゥーラ
- ジミリアーノ
- ミリエリーナ
- セッラストレッタ
- ティリオーロ

## 行政

### 分離集落
サン・ピエトロ・アポストロには、以下の分離集落（フラツィオーネ）がある。
- Bivio Zeta, Pasqualazzo, Colicella, Colla